# HD 80606 b
HD 80606 b es un planeta extrasolar situado a una distancia de 217,22 años luz de la Tierra en la constelación de la Osa Mayor. Orbita a la estrella HD 80606, que a su vez forma parte de un sistema estelar binario. Se trata del exoplaneta con mayor excentricidad (órbita más alargada) descubierto hasta la fecha. Debido a esto, su órbita tiene una forma muy alargada, más propia de los cometas. Forma parte de los exoplanetas denominados Júpiter excéntricos.

## Descubrimiento
El descubrimiento de HD 80606 b fue anunciado el 4 de abril de 2001 por el grupo ELODIE. Sin embargo, la posibilidad de existencia del planeta ya había sido postulada un año antes por el G-Dwarf Planet Search en su búsqueda de candidatos a planetas extrasolares, cuyas observaciones se iniciaron en abril de 1999 desde el Telescopio Keck. Esta posibilidad condujo a que el grupo ELODIE siguiera a la estrella a través del Observatorio de Haute-Provence, situado en el sur de Francia, confirmando finalmente la existencia del exoplaneta.

## Características

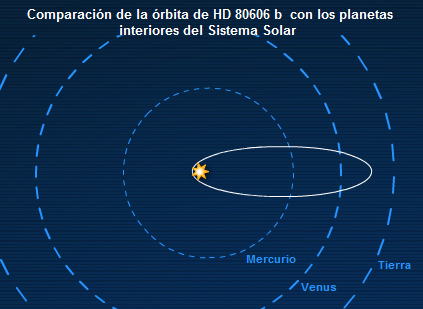
Comparación de la órbita de HD 80606 b con los planetas interiores del Sistema Solar.

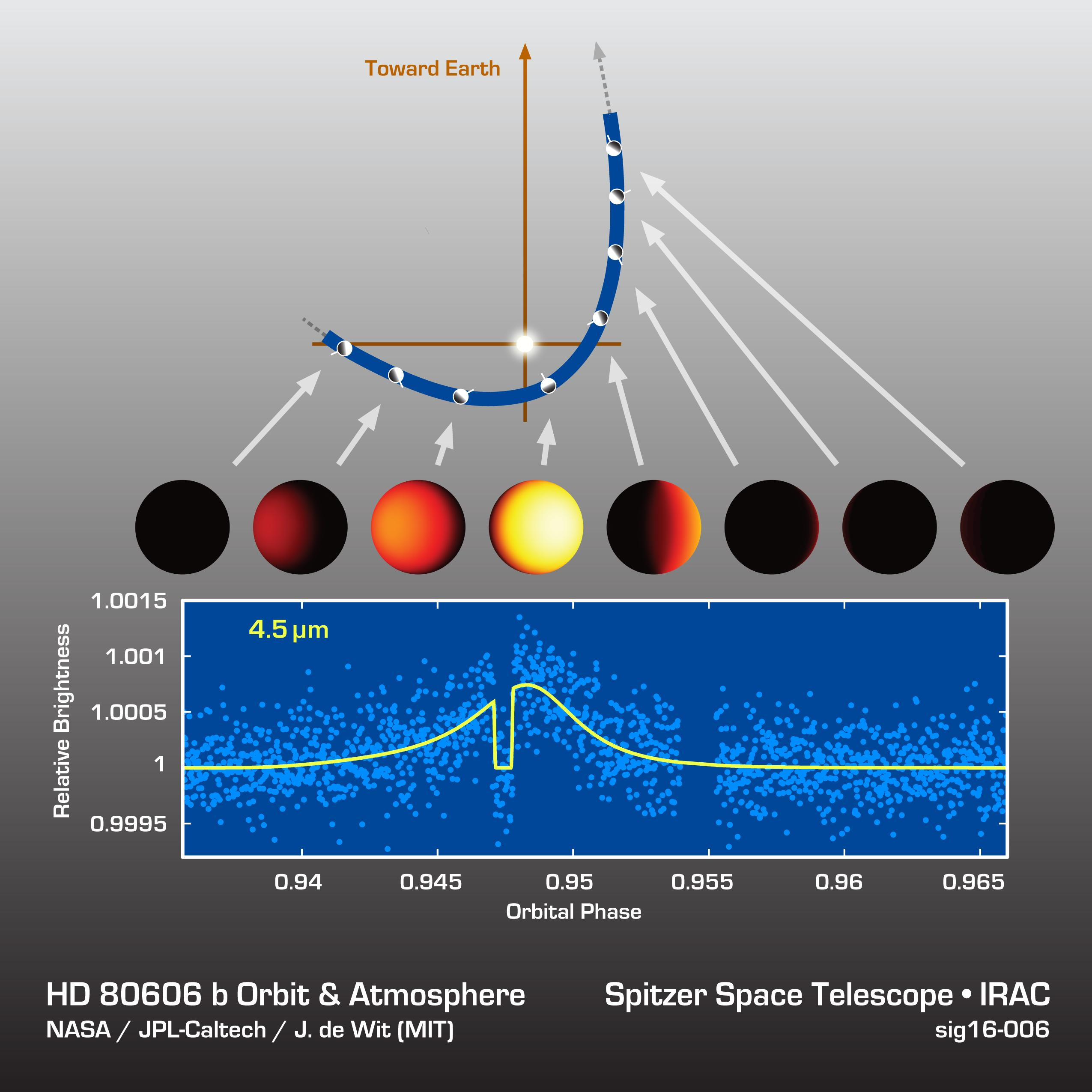
Curva de luz

Su masa es de casi cuatro veces la de Júpiter, lo que le convierte en un gigante gaseoso. Su período de rotación se estima en unas 34 horas. Además, debido a su excentricidad, forma parte de los llamados "Júpiter excéntricos". Esta excentricidad es comparable, por ejemplo, a la del cometa Halley, aunque con la correspondiente diferencia de distancias y periodo orbital. Esto podría ser debido entre otros factores a que el planeta orbita a una estrella que forma parte de un sistema estelar binario (Struve 1341), ya que la mayor parte de los planetas con excentricidades elevadas se encuentran en este tipo de sistemas estelares. La estrella compañera podría haber causado la extraña excentricidad debido a la elevada inclinación orbital del planeta (respecto del plano de la órbita de ambas estrellas), mediante el llamado mecanismo de Kozai Las medidas realizadas del efecto Rossiter-McLaughlin son consistentes con las predicciones de dicho mecanismo.

Velocidad de HD 80606 b en cada punto de su órbita.

La distancia del planeta con respecto a su estrella oscila entre 0.03 unidades astronómicas (abreviado UA, distancia correspondiente entre la Tierra y el Sol) y 0.85 UA. Si se compara su órbita con los planetas del Sistema Solar, se observa que en el punto más alejado de su órbita (0,85 UA) estaría situado entre Venus (0,7 UA) y la Tierra (1 UA, por definición). En cambio su punto más cercano (0.03 UA) se encontraría mucho más cerca que la órbita de Mercurio (0,4 UA), lo que supone una distancia 13 veces menor que la separación entre Mercurio y el Sol. En este punto, alguien situado sobre su superficie vería la estrella sobre el cielo unas 30 veces más grande que el Sol desde la superficie terrestre.
El planeta se encuentra la mayor parte del tiempo en los puntos más alejados de su órbita, aumentando su velocidad cuanto más cerca está de su estrella. Una persona situada sobre su superficie, vería cómo la estrella aumenta de tamaño cada vez más rápido, hasta hacerse unas 100 veces mayor.

### Temperatura y atmósfera
La temperatura del planeta oscila desde los 250 K (unos -20 °C) en el apoastro hasta los 1.500 K (unos 1.200 °C) que alcanza en el periastro, donde recibe en torno a 800 veces más radiación de su estrella. En su paso por el periastro, las temperaturas varían de 800 K a 1.500 K en apenas seis horas, calentándose y enfriándose rápidamente. Este valor es suficiente incluso para fundir el níquel.
A causa de estos bruscos cambios de temperatura, y amplificado debido a que su rotación no está sincronizada con su traslación, se desarrollan tormentas en su atmósfera que mueven vientos a velocidades tremendas, incluso de varios kilómetros por segundo, desarrollándose vórtices en los polos del planeta. Se trata de la primera vez que los astrónomos observan cambios atmosféricos a tiempo real en un planeta extrasolar.

### Bases de datos
- Extrasolar Planets Encyclopaedia
- SIMBAD
- Extrasolar planet guide
- Planet Quest Atlas (NASA)

- Datos: Q1140454
- Multimedia: HD 80606 b / Q1140454